# Duancos
Duancos (llamada oficialmente Santa María de Duancos) es una parroquia española del municipio de Castro de Rey, en la provincia de Lugo, Galicia.

## Organización territorial
La parroquia está formada por siete entidades de población:

### Entidades de población
Entidades de población que forman parte de la parroquia:
- A Igrexa
- As Seixas
- A Torre
- O Castro
- O Colexio
- Os Espiñeiros

### Despoblado
Despoblado que forma parte de la parroquia:
- A Abelleira

## Demografía
| Gráfica de evolución demográfica de Duancos entre 2000 y 2019 |
|                                                               |
| Datos según el nomenclátor publicado por el INE.              |